# Inżynier Szeruda
KInżynier Szeruda – polska powieść z 1937 roku autorstwa Gustawa Morcinka, poświęcona tematyce katastrofy kopalnianej. Studium psychologiczne środowiska polskich górników, skupione wokół postaci zamożnego, lecz nieszczęśliwego bohatera tytułowego. Powieść cieszyła się olbrzymim zainteresowaniem, lecz została surowo przyjęta przez krytykę, zwłaszcza o orientacji lewicowej. Jej filmową adaptację planował nakręcić Józef Lejtes, lecz w obliczu wybuchu II wojny światowej film nie został ukończony, a materiał uległ bezpowrotnemu zniszczeniu.